# Juxtaposition
Juxtaposition (kommer af latin juxta: 'nær ved, ved siden af', og positio: 'stille, sætte') er en handling eller et eksempel på at placere to modsatrettede elementer tæt sammen eller side om side. Dette gøres ofte for at sammenligne de to, for at vise ligheder eller forskelligheder.